# Miniopterus magnater
Miniopterus magnater är en fladdermusart som beskrevs av Sanborn 1931. Miniopterus magnater ingår i släktet Miniopterus och familjen läderlappar. Internationella naturvårdsunionen kategoriserar arten globalt som livskraftig. Inga underarter finns listade i Catalogue of Life. Wilson & Reeder (2005) skiljer mellan två underarter.
Arten förekommer med flera från varandra skilda populationer i Sydostasien och i den australiska regionen från Myanmar och södra Kina över Malackahalvön, Borneo och Timor till Nya Guinea. Utbredningsområdets avgränsning mot förekomsten av andra arter från samma släkte är inte helt klarlagd. De listades ursprungligen som populationer eller underarter av Schreibers fladdermus (Miniopterus schreibersii). Miniopterus magnater lever i låglandet och i bergstrakter upp till 2100 meter över havet. Denna fladdermus vistas i olika skogar och den besöker även människans samhällen när den jagar flygande insekter. På dagen vilar individerna i grottor. Antagligen bildar de där stora kolonier tillsammans med andra fladdermusarter. I skogar jagas insekter ovanpå trädkronorna.
Denna fladdermus når en kroppslängd (huvud och bål) av 58 till 75 mm, en svanslängd av 52 till 64 mm och en underarmlängd av 47 till 54 mm. Den långa pälsen på ovansidan har en svartbrun färg och undersidan är täckt av mörkbruna hår med ljusare spetsar.